# Hydroporus errans
Hydroporus errans es una especie de coleóptero de la familia Dytiscidae.
Es endémico de las islas Canarias (España). 